# Bekir Yılmaz
Bekir Yılmaz (sinh 6 tháng 3 năm 1988) là một cầu thủ bóng đá Thổ Nhĩ Kỳ thi đấu ở vị trí tiền vệ cho câu lạc bộ Thổ Nhĩ Kỳ Adanaspor ở Süper Lig.

## Sự nghiệp câu lạc bộ
Yılmaz bắt đầu sự nghiệp ở câu lạc bộ địa phương Buca Belediye năm 2000. Anh được chuyển đến Bucaspor năm 2006, trước khi đến Manisaspor năm 2010.